# Voetbalkampioenschap van Santo Antão (Noord)
Voetbalkampioenschap van Santo Antão (Noord) is de regionale voetbalcompetitie van de noordelijke regio van het eiland Santo Antão dat tot Kaapverdië behoort. De winnaar speelt in de Kaapverdisch voetbalkampioenschap. Paulense heeft de meeste titels, namelijk acht.

## Clubs in het seizoen 2014/15
- Beira Mar
- Foguetões
- Irmãos Unidos
- Janela
- Paulense (Paul)
- Rosariense (Ribeira Grande)
- São Pedro Apostolo
- Sinagoga
- Solpontense (Ponta do Sol)

## Winnaars
- 1997/98 : Rosariense Clube
- 1998/99 : Solpontense
- 1999/00 : Solpontense
- 2002/03 : Paulense DC
- 2003/04 : Paulense DC
- 2004/05 : Paulense DC
- 2005/06 : Beira-Mar (Ribeira Grande)
- 2006/07 : Rosariense Clube
- 2007/08 : Solpontense
- 2008/09 : Foguetões
- 2009/10 : Solpontense
- 2010/11 : Rosariense Clube
- 2011/12 : Paulense
- 2012/13 : Solpontense
- 2013/14 : Paulense
- 2014/15 : Paulense